# Історія Хорватії
Упродовж усієї своєї історії територія, на якій нині розташована Республіка Хорватія, була місцем контактів різних народів, мов і релігій, по черзі відчуваючи на собі політичний і культурний вплив різних центрів. У VII столітті, до часу приходу сюди хорватів, ці землі перебували на кордоні між Східною та Західною Римськими імперіями. У IX столітті тут зіткнулись інтереси Візантії та Франкського королівства. В XI столітті незалежна Хорватія досягла свого розквіту, ставши одним із найпотужніших королівств Балканського регіону. Пізніше хорватські території контролювали Угорське королівство, Венеційська республіка, Австро-Угорщина та Османська імперія. Впродовж XX століття Хорватія неодноразово ставала ареною конфлікту між католиками хорватами, православними сербами та мусульманами боснійцями.

## Давня історія

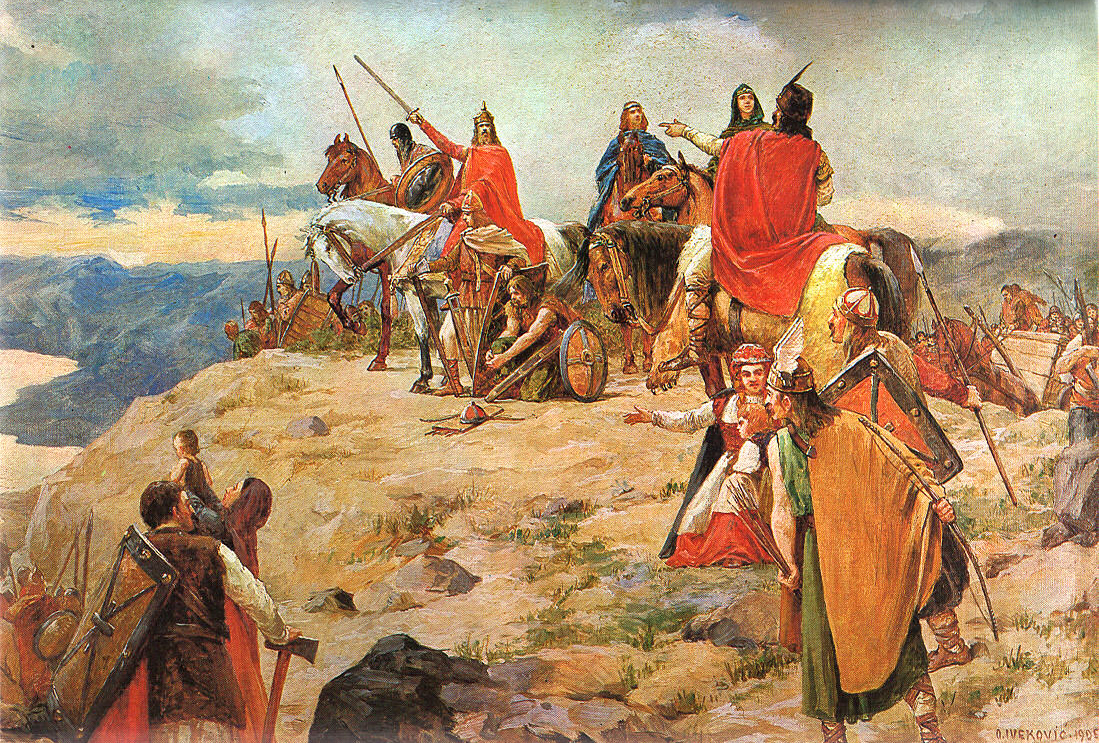
Хорвати приходять до Адріатичного моря (сучасна картина)

У 6-7 ст. хорватські племена прибули зі східних Карпат до теперішньої Хорватії, яка у той час була Паннонійською частиною Римської імперії. Хорвати прийняли християнство і римський алфавіт у період з VII по ІХ століття.
У 925 році хорвати перемогли візантійських та франкських завойовників і заснували власне незалежне королівство, пік розвитку якого припадає на ХІ століття. Громадянська війна почалася у 1089 році, внаслідок якої країна ослабла і у 1091 році перемогу над нею здобула Угорщина. Підписання Конвенційного пакту між хорватськими племінними керівниками та угорським королем у 1102 об'єднало ці дві нації під політичною владою угорського монарха, проте Хорватія зберегла свою автономію.
Після виродження національної королівської династії хорватський парламент (Сабор) почав вибирати різноманітні європейські династії на хорватський трон. Під владою всіх королів Хорватія зберігала свій парламент і регіональних адміністраторів, тобто не втратила суттєвих ознак державності.

## Османське і австрійське правління
Коли у 1526 році османи перемогли угорців, більшість території Хорватії потрапила під їхній протекторат. Османи правили тут до кінця XVII ст.
Кількасотрічне османське правління, на відміну від сусідньої Боснії, не зламало обряду хорватів — католицизму (приблизно 80% населення країни). Релігія завжди була однією з визначальних рис хорватського народу, яка відрізняла його від інших балканських народів. Інша частина країни обрала в цей час своїм королем Фердинанда Австрійського і пов'язала свій розвиток з імперією Габсбургів.
Після проголошення у 1867 році австро-угорського королівства Хорватія і Словенія стали частинами Угорщини, до якої входили до моменту краху (внаслідок поразки в Першій світовій війні) Австро-Угорщини у 1918 році.
Після Першої світової війни, 28 жовтня 1918 року, хорватський парламент розірвав зв'язок з імперією Габсбургів. Уперше за багато століть хорватські землі були об'єднані.

## У складі Югославії (1918—1990)
29 жовтня 1918 року Хорватія проголосила свою незалежність і разом з Чорногорією, Сербією та Словенією утворила Державу словенців, хорватів і сербів. А 1 грудня цього ж року її проголошено Королівством сербів, хорватів і словенців. Але документи про це об'єднання були ратифіковані лише колишньою Югославією, і ніколи жодним політичним органом Хорватії чи Держави словенців, хорватів і сербів. Хорватський парламент був розпущений з 1920 по 1939 роки — вперше за тисячолітню історію. 6 січня 1929 року король Олександр проголосив власну диктатуру і вперше назвав об'єднання держав Королівством Югославія.
У період з 1941 р. по 1945 р. на хорватській території фактично існувало дві держави, які воювали одна з одною. У 1941 р. під патронатом Німеччини та Італії було проголошено фашистську Незалежну Державу Хорватія. Хорватські фашисти, усташі, в роки війни вирізали тисячі євреїв, які проживали на території Хорватії. Антифашистський рух, який виник відразу після цього, у 1943 році переріс у Державну антифашистську раду національного визволення Хорватії. Саме ця Рада заклала основи повоєнної держави Югославія в листопаді 1943 року.
Після Другої світової війни і до 1974 року Югославія залишалася центральним прибічником об'єднання у федерацію (за прикладом СРСР). Конституція 1974 року надала державам Соціалістичної Федеративної Республіки Югославія (СФРЮ) значні конфедеративні права і можливість системи самоврядування.

## Незалежність від Югославії (1991-)

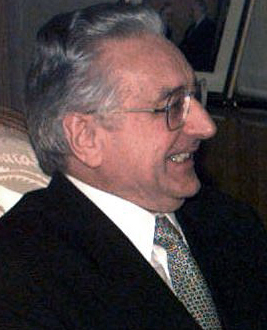
Франьо Туджман, президент Хорватії у 1990—1999

Процес розпаду комуністичних режимів у Східній Європі привів у 1990 році до ряду демократичних змін у Хорватії. У травні 1990 року тут були організовані перші після Другої світової війни вільні багатопартійні вибори, більшість голосів на яких здобула Хорватська Демократична Спільнота на чолі з доктором філософії Франьо Туджманом.
Нова Конституція оприлюднена в грудні 1990 р. На референдумі в травні 1991 року 94% громадян Хорватії проголосували за суверенітет і незалежність держави Хорватія.
25 червня 1991 р. Сабор (парламент) Хорватії ухвалив Декларацію, якою було проголошено незалежність і суверенітет республіки. У ній відзначалося, що Хорватія починає «роз'єднання» з СФРЮ мирним, демократичним шляхом, поважаючи інтереси всіх республік та автономних країв, що входять до Югославії. Припинена чинність конституції СФРЮ на території Хорватії, припинено термін дії мандатів представників республіки у Скупщині СФРЮ. Згідно з документом, сербам, представникам інших національностей, які проживали у республіці, гарантувалося право на самобутній розвиток, пропорційне представництво у законодавчих і виконавчих органах влади на всіх рівнях.
27 червня 1991 р. Скупщина, Президія та уряд СФРЮ, визнавши незаконними рішення Словенії і Хорватії про незалежність, здійснили воєнну акцію.
7 липня 1991 р. встановлено мораторій на незалежність Хорватії і Словенії строком на 90 днів на основі Бріонських угод, укладених за посередництва країн Європейського співтовариства у відповідь на дії представників ЄС щодо врегулювання югославської кризи.
22 липня 1991 р. інтенсивно відбуваються сутички між хорватською поліцією і населенням придунайської Хорватії. Керівництво Хорватії відмовилось виконати Охридську декларацію від 23 липня 1991 р., якою передбачалося розформування всіх незаконних воєнізованих формувань, і 1 серпня 1991 р. провело додаткову мобілізацію резервного складу МВС і національної гвардії.
8 жовтня 1991 р. Сабор Хорватії на підставі закінчення строку дії тримісячного мораторію на незалежність республіки ухвалив рішення про поновлення дії Декларації про незалежність Хорватії, якою проголошено республіку самостійною суверенною державою, заявив «про розірвання всіх державно-правових зв'язків, на основі яких вона була складовою частиною СФРЮ». Відповідно до ухваленого документа Хорватія визнала самостійність і суверенітет інших республік колишньої СФРЮ, «крім тих, які перебувають з нею у стані війни». Хорватські парламентарії заявили, що проти республіки ведеться збройна агресія з боку Сербії та ЮНА. При цьому вони звернулися до Боснії і Герцеговини та Чорногорії із закликом не допускати, щоб їхні території використовувалися для ведення війни проти Хорватії.
Парламент республіки прийняв ряд законодавчих актів, якими стверджувалася повна самостійність Хорватії, у тому числі закон про оборону, яким передбачалося, зокрема, створення власних збройних сил.
27 жовтня 1991 р. завершилося виведення югославської армії з Хорватії.
15 січня 1992 р. країни Європейського співтовариства, враховуючи висновки міжнародної арбітражної комісії, створеної в рамках мирної конференції щодо Югославії, офіційно визнали незалежність Хорватії.
10 лютого 1992 р. уряд Хорватії заявив про своє визнання плану С. Венса як одного із джерел гарантування миру та безпеки «на тимчасово окупованих територіях Хорватської республіки».
22 травня 1992 р. Хорватія стала повноправним членом ООН.
5 серпня 1992 р. Хорватія звернулась до ООН з проханням встановити контроль над кордонами демілітаризованих районів, які охороняються ООН, що збігаються з кордонами Республіки Хорватія з сусідніми державами.
У складі Хорватії створені Сербська Автономна Область Країна, яка 19 грудня 1991 р. проголосила себе Республікою Сербська Країна (Republika Srbska Krajina), та Сербське автономне утворення Славонії, Барані і Західного Срему, яке 19 грудня 1991 р. проголосило себе складовою частиною Республіки Сербська Країна. Керівництво Хорватії визнало незаконними ці територіальні утворення, що в свою чергу призвело до збройного протистояння у республіці. З метою припинення кровопролиття і створення умов для активізації переговорного процесу в райони з сербським населенням Хорватії відповідно до рішення Ради Безпеки ООН від 21 січня 1992 р. були направлені сили ООН з підтримання миру.
12 грудня 1993 р. у Сербській Країні відбулися загальні вибори. З20 тис. громадян цього невизнаного державного утворення обрали президентом Мілана Бабича, новий склад парламенту (84 депутати) і місцеві органи влади. Результати було визнано недійсними, і під час II туру, проведеного 2З січня 1994 р., президентом Сербської Країни обраний Мілан Мартич.
30 січня 1995 р. президенту Хорватії Франьо Туджману і президенту Сербської Країни Мілану Мартичу був вручений план нормалізації двосторонніх відносин під назвою «Загреб-4», розроблений «міні-контактною групою», до якої увійшли посли Росії і США в Хорватії, заступники голів Координаційного комітету Міжнародної конференції по колишній Югославії (МКБЮ). Суть плану зводилася до того, що в регіонах Банія і Кордун, східна Ліка і Північна Далмація створювалася сербська автономія з елементами самоуправління. Вона отримала офіційну назву Сербська Країна, 18 місць у Хорватському Саборі, право засновувати свій герб і прапор, обирати президента, парламент і уряд, мати власну поліцію і національну грошову одиницю. Жителям Сербської Країни надавалося право і на друге — югославське громадянство.
Загреб було наділено виключними повноваженнями у таких сферах, як зовнішня політика, оборона, зовнішня торгівля, комунікації і зв'язок, емісія грошей. Автономії не дозволялося мати власні збройні сили, а Хорватії — вводити на її території війська. Роль гаранта безпеки сербського населення на перехідний період відводиться силам ООН з підтримання миру. Згідно з планом, Західна Славонія перейшла під повну юрисдикцію Загреба, а Східна Славонія і Бараня — під управління міжнародного співтовариства з перспективою повного включення до складу Хорватії.
Президент Сербської Країни Мілан Мартич відмовився розглянути план «Загреб-4», заявивши, що без присутності сил ООН, яким керівництво Хорватії не хотіло продовжувати термін дії мандату, що закінчувався 31 березня 1995 р., він не бачить можливості виконання будь-якого мирного плану.
20 травня 1995 р. парламент Республіки Сербська Країна ухвалив рішення про об'єднання цього державного утворення з боснійською Сербською Республікою під колишньою назвою «Західносербська федерація». Раніше парламент боснійської Сербської Республіки також ухвалив резолюцію про об'єднання з Країною.
4 серпня 1995 р. президент Хорватії Франьо Туджман виступив із заявою, в якій відзначив, що у зв'язку з безперервними обстрілами хорватських міст і провалом спроб мирного вирішення конфлікту «Хорватія змушена розпочати воєнні дії» для відродження хорватського суверенітету над зайнятими сербами територіями. У цей же день було розгорнуто великомасштабну наступальну операцію під кодовою назвою «Буря», під час якої встановлено контроль над більшою частиною території Сербської Країни.
6 серпня 1995 р. спецпредставник генерального секретаря ООН у колишній Югославії Ясусі Акасі і начальник канцелярії хорватського президента Хрвоє Шаринич підписали Угоду "Про тимчасові заходи у регіонах, раніше відомих як сектори ООН «Північ» і «Південь». Йшлося про радикальну зміну мандату місії ООН в Хорватії, схвалену резолюцією номер 988 Ради Безпеки.
12 листопада 1995 р. голови делегацій країнських сербів у місті Ердут і хорватського уряду у Загребі підписали угоду про статут Східної Славонії, Барані і Західного Срему, іншої частини територій Республіки Сербська Країна, які після операції «Буря» залишились під сербським контролем. Країнські серби дали згоду на реінтеграцію цих трьох областей протягом перехідного періоду тривалістю 12 місяців з можливістю його продовження ще на один рік за проханням однієї з сторін та на роззброєння свого 25-тисячного корпуса.
У січні 1996 р. Рада Безпеки ООН заснувала Тимчасову адміністрацію ООН для Східної Славонії, Барані і Західного Срему (ТАООНСС) для виконання завдань, пов'язаних із функціонуванням громадських служб, створенням тимчасових поліцейських сил і поверненням біженців, а також для проведення демілітаризації цих районів, а потім організації там виборів. На допомогу ТАООНСС було направлено військовий контингент багатонаціональних сил ООН, до складу якого входили дві вертолітні ескадрильї (бойова і транспортна), а також танкова (пізніше замінена на автомобільну) рота Збройних Сил України.
15 січня 1998 року у Вуковарі відбулася офіційна церемонія передачі повноважень від Перехідної адміністрації хорватській владі, що засвідчило виконання миротворчим контингентом своєї місії та повну реінтеграцію Хорватії.

### ХХІ століття
На нинішньому етапі головний пріоритет політики Хорватії — інтеграція в усі західноєвропейські та атлантичні структури — втілено в життя. Ще у 2005 році Хорватія подала заявку на вступ до ЄС, яку після тривалих залагодження необхідних питань і моніторингів задовольнили у червні 2011 року, відтак до 1 липня 2013 року країна стала 28-м членом ЄС. Тим часом, 9 липня 2008 
Хорватія вступила в НАТО.
Взимку 2009—2010 в Хорватії відбулися президентські вибори, перемогу в яких здобув соціал-демократ Іво Йосипович.
У грудні 2011 в країні пройшли парламентські вибори, які виграла лівоцентристська коаліція чотирьох партій на чолі із соціал-демократичною партією Зорана Мілановича.
Взимку 2014—2015 в Хорватії відбулися президентські вибори, на яких перемогла представниця правої Хорватської демократичної співдружності Колінда Грабар-Кітарович.